# Nejvyšší sovět Podněsterské moldavské republiky

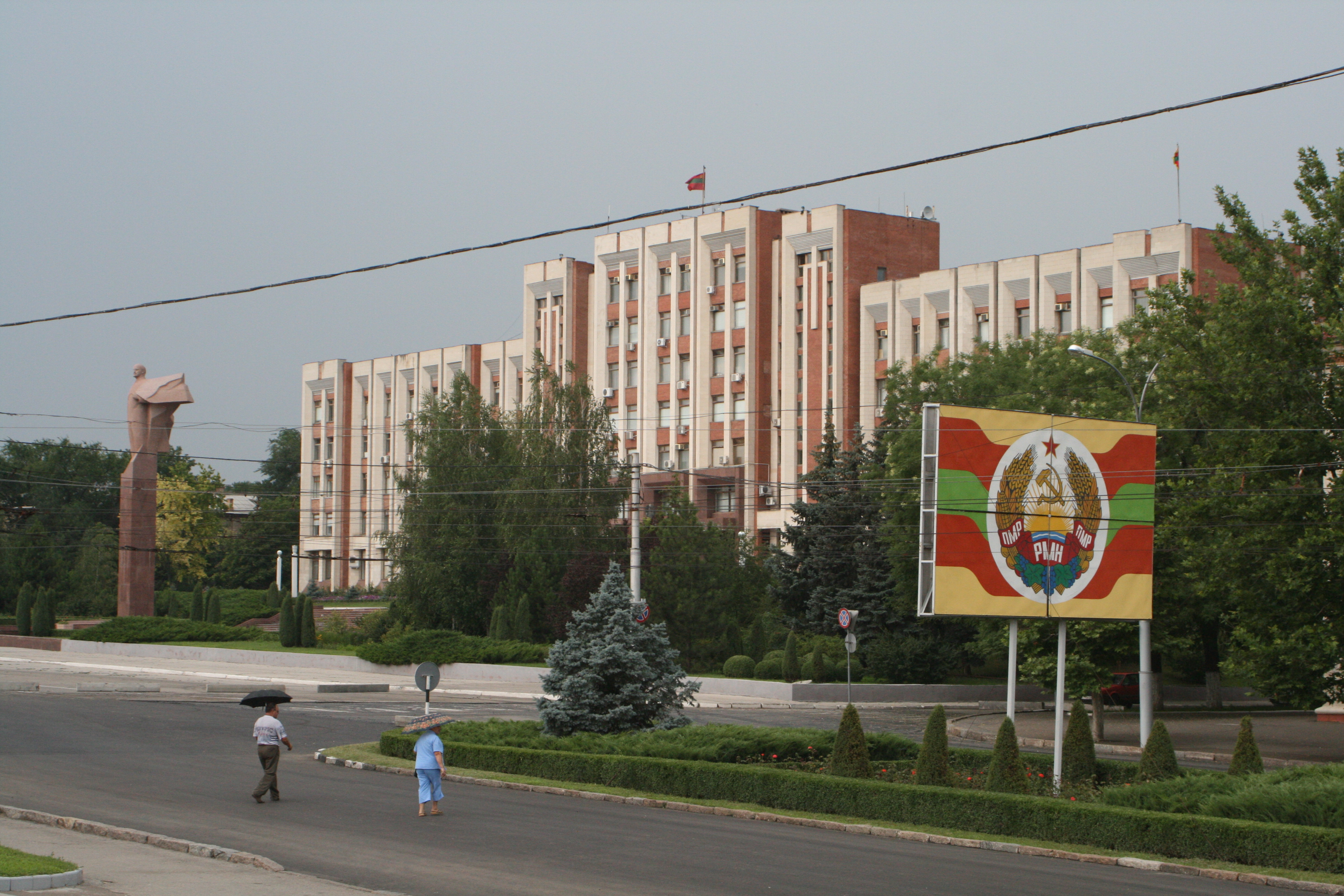
Budova Nejvyššího sovětu PMR v Tiraspolu

Nejvyšší sovět Podněsterské moldavské republiky (moldavsky: Советулуй Супрем ал Републичий Молдовенешть Нистрене, rusky: Верховный Совет Приднестровской Молдавской Республики, ukrajinsky: Верховнa Радa Приднiстровської Молдавської Республiки) je jednokomorový parlament mezinárodně neuznané Podněsterské moldavské republiky (zkratka: PMR). Tvoří jej 43 poslanců volených na pět let v tajných rovných všeobecných volbách většinovým systémem, sídlí v hlavním městě PMR Tiraspolu. Každý poslanec zastupuje jeden obvod. Poslancem může být zvolen občan PMR starší 25 let trvale žijící na území státu, nemůže se jím stát prezident, viceprezident, soudce, prokurátor či člen místní samosprávy. V čele Nejvyššího sovětu stojí předseda (od roku 2009 Anatolij Kaminskij). Prezident Podněstří Igor Nikolajevič Smirnov zřídil komisi pro přípravu nové ústavy, podle které by se měl Nejvyšší sovět změnit v dvoukomorový zákonodárný sbor.

## Historie
Na 2. sjezdu lidových poslanců všech úrovní podněsterského regionu byla 2. září 1990 vyhlášena Podněsterská moldavská sovětská socialistická republika jako svazová republika SSSR. Sjezd zvolil dočasný Nejvyšší sovět, kterému byla svěřena správa nové republiky do řádných voleb. Předsedou byl zvolen Igor Nikolajevič Smirnov. Řádný Nejvyšší sovět se ustavil po volbách v listopadu roku 1990. Volby probíhají každých pět let, zpravidla druhou prosincovou neděli.

### Předsedové Nejvyššího sovětu PMR
- Igor Nikolajevič Smirnov (1990, předseda dočasného Nejvyššího sovětu Podněsterské moldavské SSR)
- Grigorij Marakuca (politická strana: Republika; 1990 - 2005)
- Jevgenij Ševčuk (Obnova; 2005 - 2009)
- Anatolij Kaminskij (Obnova; od 2009)

## Složení
Z voleb, které proběhly 29. listopadu 2015, vzešel Nejvyšší sovět ve složení:
- Obnova (35 mandátů)
- bezpartijní (7 mandátů)
- Podněsterská komunistická strana (1 mandát)